# کوه صهیون

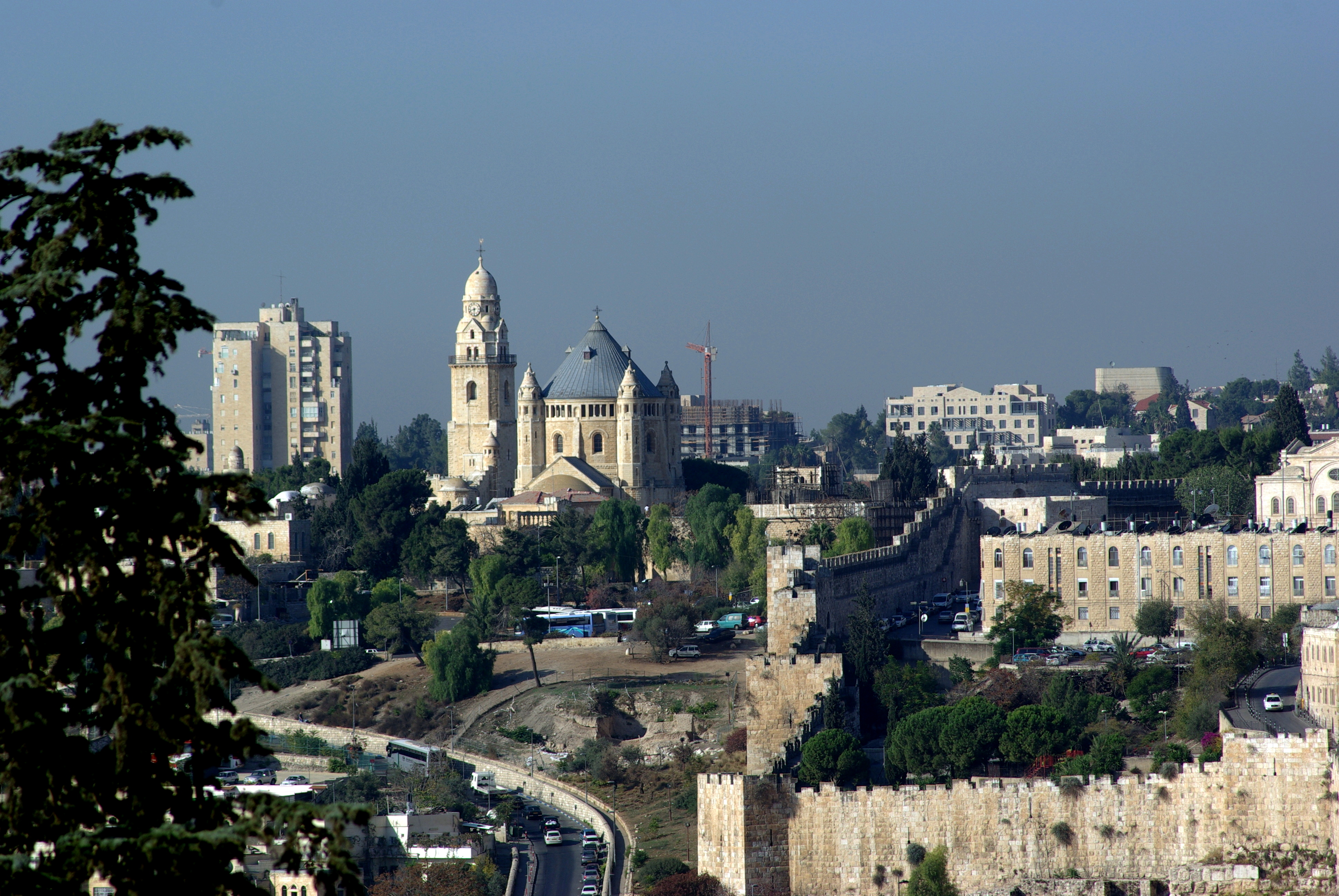
دید کوه صهیون از کوه زیتون

کوه صهیون (عبری: הַר צִיוֹן هار صیون، عربی: جبل صهیون) تپه‌ای در جنوبِ غرب اورشلیم است که در خارج دیوارهای شهر قدیمی قرار دارد. پرستش‌گاه اورشلیم و بعدها مسجدالاقصی بر روی این تپه ساخته شده‌اند. داود پادشاه اسرائیل بر کوه صهیون دفن شده‌است و برای یهودیان مکانی مقدس است. جنبش ملی‌گرای صهیونیسم نام خود را از این مکان به وام گرفته‌است.
از کوه صهیون در استعاره به معادل انجیلی اورشلیم و سرزمین مقدس نیز یاد می‌شود.

## معنی لغوی
معنی لغوی واژه صهیون مشخص نیست. در کتاب مقدس این واژه در کتاب ساموئل (دوم ساموئل ۵:۷) به کار رفته‌است و نام قلعه‌ای است که توسط داوود تسخیر می‌شود. ممکن است ریشه آن واژه عبری صیون به معنی قلعه یا واژه عربی صیا به معنی زمین خشک باشد. ممکن است این واژه از واژه عربی صنعا به معنی قلعه گرفته شده باشد. واژه عبری هار صیون (کوه صهیون) در تنخ ۹ بار به کار رفته‌است.

## تاریخ
بر اساس کتاب ساموئل کوه صهیون محل قلعه جبوسیتها بود که قلعه صهیون نام داشت و توسط داوود تسخیر شد و کاخ او و شهر او گردید. این محل در کتاب اشعیا، مزامیر و مکابی مورد اشاره قرار گرفته‌است. بعد از تسخیر این محل آن به قسمتهای کوچکتری تقسیم شد. بالاترین قسمت آن در شمال محل ساخت معبد سلیمان گردید. در زمان معبد سلیمان شهر به سمت غرب گسترش یافت. در زمان معبد دوم اورشلیم یوسفوس فلاویوس کوه صهیون را کوهی در سمت غرب شهر می‌داند. از این رو کوه صهیون معمولاً کوه غربی شهر در نظر گرفته می‌شود.

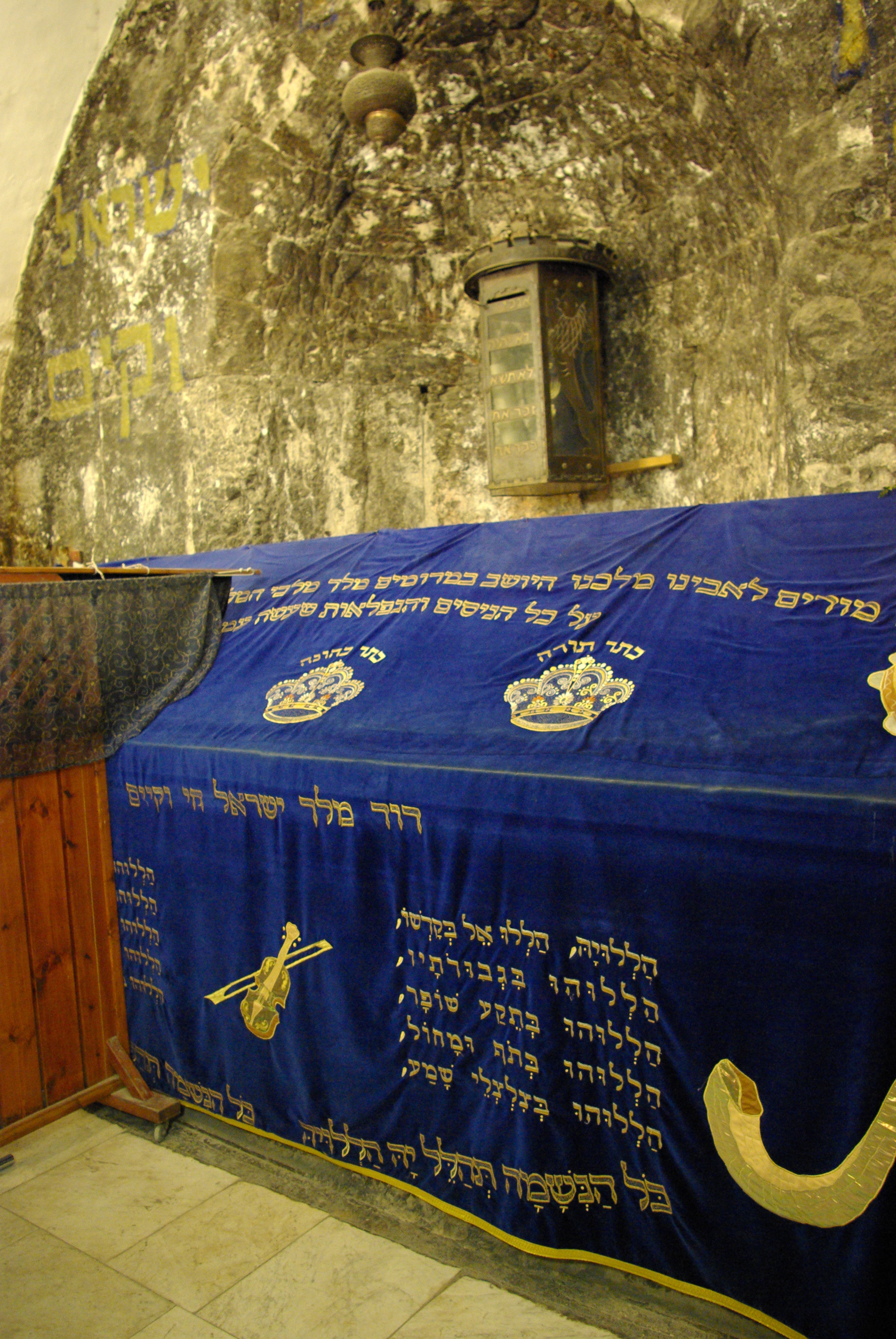
مقبره داوود در کوه صهیون

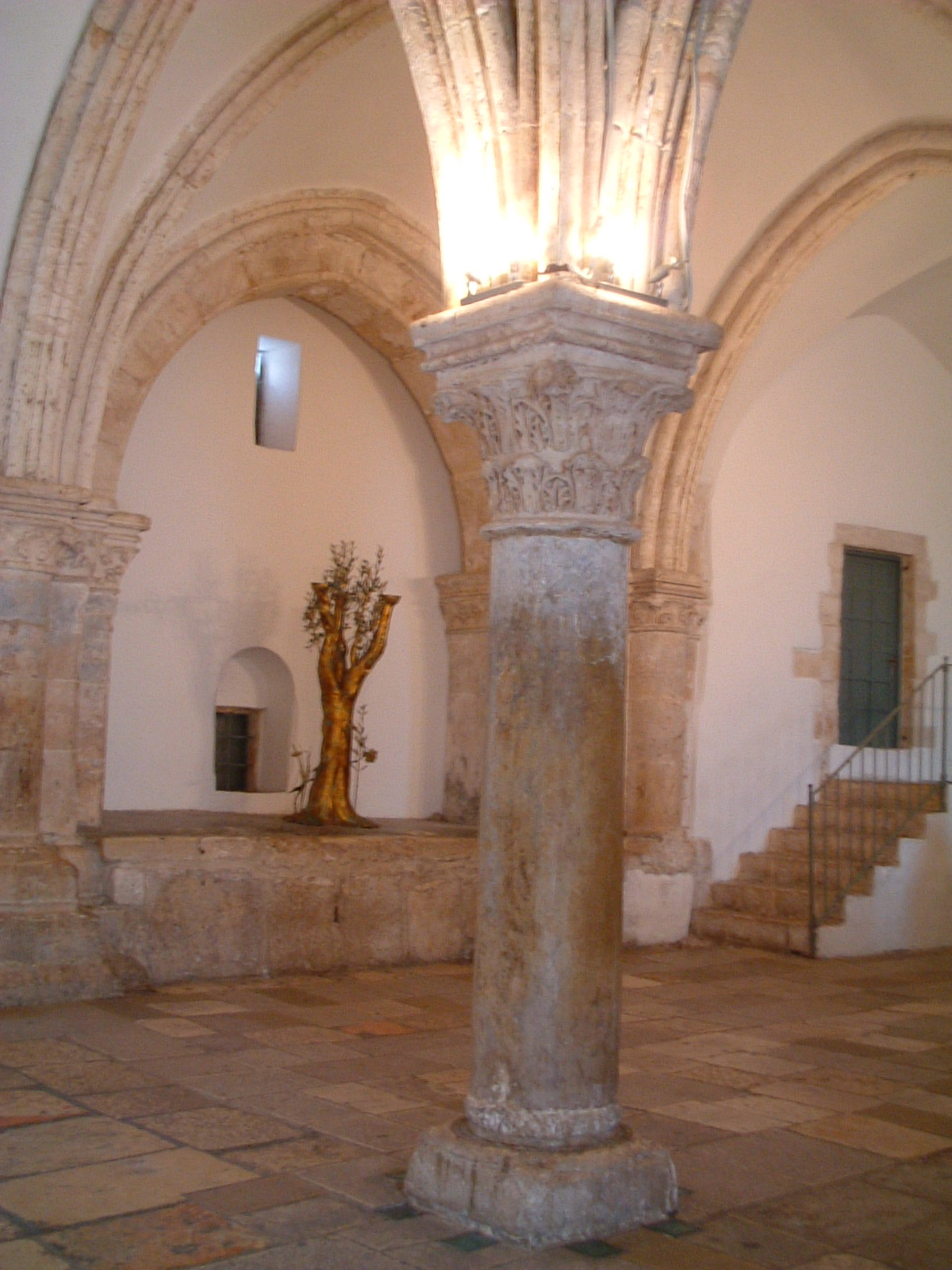
اتاقی که اتفاقهای شام آخر عیسی در آن اتفاق افتاد.

## مناطق مهم
مناطق مهم در کوه صهیون مقبرهٔ داوود پادشاه اسرائیل و اتاق شام آخر عیسی مسیح است.